# 조용필의 음반 목록
다음은 대한민국의 남자 가수 조용필의 음반 목록이다.

## 정규 음반
| 번호 | 음반 정보                                           | 트랙 리스트 |
| ---- | --------------------------------------------------- | --- |
| 1    | 《창밖의 여자》 - 발매일: 1980년 3월 20일           | 1. 창밖의 여자 (영화 "창밖의 여자" 주제가) 2. 돌아와요 부산항에 3. 단발머리 4. 잊혀진 사랑 5. 한오백년(경기도 민요) 6. 돌아오지 않는 강 7. 사랑은 아직도 끝나지 않았네 8. 정(KBS 드라마 "정" 주제가) 9. 대전 블루스(1963년 영화 "대전발 0시 50분" 주제가) 10. 너무 짧아요 11. 슬픈 미소 |
| 2    | 《축복 (촛불)》 - 발매일: 1980년 12월 5일           | 1. 축복 (촛불) (TBC 드라마 "축복" 주제가) 2. 잊기로 했네 3. 사랑은 아직도 끝나지 않았네 4. 인물현대사 5. 외로워 마세요 6. 간양록 7. 오빠생각 8. 뜻밖의 이별 9. 세월 10. 슬픈 미소 1. 만나게 해주                                                                                        |
| 3    | 《미워 미워 미워…여와남》 - 발매일: 1981년 7월 10일 | 1. 강원도 아리랑(강원도 아리랑) 2. 고추잠자리 3. 길잃은 철새 4. 내 이름은 구름이여 5. 너의 빈자리 6. 님이여(외국곡 번안) 7. 물망초 8. 미워 미워 미워 9. 여와남 10. 일편단심 민들레야 11. 잊을 수 없는 너 12. 황성옛터                                                                   |
| 4    | 《못찾겠다 꾀꼬리》 - 발매일: 1982년 5월 17일       | 1. 못찾겠다 꾀꼬리 2. 생명 3. 꽃바람 4. 따오기 5. 난 아니야 6. 보고싶은 여인아 7. 자존심 8. 산장의 여인 9. 비련 10. 민요메들리 |
| 5    | 《친구여》 - 발매일: 1983년 6월 25일                | 1. 산유화 2. 친구여 3. 한강 4. 여자의 정 5. 나는 너 좋아 6. 이별의 뒤안길 7. 황진이 8. 비오는 거리 9. 선구자 10. 우울한 주말 (Inst.) |
| 6    | 《눈물의 파티》 - 발매일: 1984년 2월 9일            | 1. 바람과 갈대 2. 그대 눈물이 마를 때 3. 가랑비 4. 눈물의 파티 5. 내 입술에 그대 눈물 6. 나그네 바람 7. 정의 마음 8. 차라리 학이 되리라 9. 어떤 결정 10. 무정유정 11. 정말 모르겠네 12. 영원 속으로 13. 서로믿는 우리마음                                                               |
| 7    | 《여행을 떠나요》 - 발매일: 1985년 4월 10일         | 1. 눈물로 보이는 그대 2. 어제, 오늘, 그리고 3. 프리마돈나 4. 나의 노래 5. 내가 어렸을 적엔 6. 그대여 7. 들꽃 8. 사랑하기 때문에 (故유재하 곡) 9. 미지의 세계 10. 아시아의 불꽃 11. 여행을 떠나요                                                                                        |
| 8    | 《조용필 VOL.8》 - 발매일: 1985년 11월 15일         | 1. 허공 2. 킬리만자로의 표범 3. 바람이 전하는 말 4. 그 겨울의 찻집 5. 벌써 잊었나 6. 사랑의 만가 7. 얄미운 님아 8. 상처 9. 내 청춘의 빈잔 10. 내 마음 당신곁으로 (김정수 원곡) 11. 내 가슴에 내리는 비                                                                                  |
| 9    | 《사랑과 인생과 나!》 - 발매일: 1987년 5월 10일     | 1. 마도요 2. 진실한 사랑 3. 아하! 그렇지 4. 이별 뒤의 사랑 5. 그대 발길 머무는 곳에 6. 사나이 결심 (원제:해같은 내마음) 7. 타인 8. 사랑해요 9. 떠나가는 배 10. 청춘시대 11. 진짜 사나이                                                                                                 |
| 10   | 《'88 조용필 10집》 - 발매일: 1988년 5월 28일       | 1. 서울 서울 서울 2. 나도 몰라 3. 모나리자 4. I Love 수지 5. 우주여행 X 6. 서울 1987년 7. 회색의 도시 8. 목련꽃 사연 9. I Love You |
| 11   | 《조용필 제10집 Part.II》 - 발매일: 1989년 1월 14일 | 1. Q 2. 꽃이 되고 싶어라 3. 인생이 장미꽃이라면 4. 눈이 오면 그대가 보고 싶다 5. 보라빛 여인 6. 말하라 그대들이 본 것이 무엇인가를 |
| 12   | 《90 Vol Sailing Sound》 - 발매일: 1990년 1월 20일  | 1. 추억속의 재회 2. 이젠 그랬으면 좋겠네 3. 그대의 향기는 흩날리고 4. 그대 숨결 속에서 5. 고궁 6. 해바라기 7. 내모습 8. 나비리본의 추억 9. 나무야 10. 돌고 도는 인생 |
| 13   | 《The Dreams》 - 발매일: 1991년 4월 20일            | 1. 꿈 2. 꿈꾸던 사랑 3. 기다림 4. 꿈의 요정 5. 지울 수 없는 꿈 6. 아이마미 7. 꿈을 꾸며 8. 추억이 잠든 거리 9. 장미꽃 불을 켜요 10. 어제밤 꿈속에서 |
| 14   | 《CHO YONG PIL 14》 - 발매일: 1992년 10월 1일       | 1. 슬픈 베아트리체 2. 이별의 인사 3. 고독한 Runner 4. 추억에도 없는 이별 5. 흔적의 의미 6. 슬픈 오늘도, 기쁜 내일도 7. 흔들리는 나무 8. Jungle City |
| 15   | 《CHO YONG PIL 15》 - 발매일: 1994년 7월 1일        | 1. 남겨진 자의 고독 2. 예전 그대로 3. 도시를 떠나서 4. 영혼은 잠이 들고 5. 끝없는 날개짓 하늘로 6. 태양이 떠오를 때면 7. 어둠이 끝나면 8. 너의 그 느낌 |
| 16   | 《Eternally》 - 발매일: 1997년 5월 1일              | 1. 그리움의 불꽃 2. 마지막이 될 수 있게 3. 그대를 사랑해 4. 물결 속에서 5. 일몰 6. 바람의 노래 7. 사랑의 숙제 8. 애상 9. 판도라의 상자 10. 연인의 속삭임 |
| 17   | 《Ambition》 - 발매일: 1998년 10월 27일             | 1. 친구의 아침 2. 기다리는 아픔 3. 영혼의 끝날까지 4. 소망 5. 내 삶의 이유 6. 작은 천국 7. 나의 사랑은 8. 그 후 9. 독백 10. 처음 느낀 사랑이야 |
| 18   | 《Over The Rainbow》 - 발매일: 2003년 9월 3일       | 1. 태양의 눈 2. 오늘도 3. 일성 (一聲) 4. With 5. 꽃이여 6. 도시의 Opera 7. 그 또한 내 삶인데 8. 진 (珍) 9. 내일을 위해 10. 꿈의 아리랑 |
| 19   | 《Hello》 - 발매일: 2013년 4월 23일                 | 1. Bounce 2. Hello (Feat. 버벌진트) 뮤직비디오 3. 걷고 싶다 뮤직비디오 4. 충전이 필요해 5. 서툰 바람 6. 말해볼까 7. 널 만나면 8. 어느 날 귀로에서 9. 설렘 뮤직비디오 10. 그리운 것은 |

## 일본 싱글
- 1982년 - ミオ·ミオ·ミオ(미워 미워 미워)/釜山港へ帰れ(돌아와요 부산항에)
- 1982년 - 窓の外の女(창밖의 여자)
- 1983년 - 流されて(〈내 마음 당신곁으로〉 번안곡)
- 1985년 - 昨日, 今日, そして(어제, 오늘, 그리고)
- 1985년 - みちゆき(미치유키)
- 1986년 - 想いで迷子(추억의 미아)
- 1988년 - 想いで迷子2〜悲しみだけで眠れるように〜(추억의 미아 2 ~슬픔만으로 잠들 수 있게~)
- 1988년 - ソウル·ソウル·ソウル(서울 서울 서울)
- 1989년 - 夢夜舟(꿈의 밤배)
- 1991년 3월 - 愛の共犯者(사랑의 공범자)
- 1991년 12월 - 紅い落葉(붉은 낙엽)
- 1992년 - 母影(어머니 그림자)
- 1993년 - 愛のかたち(사랑의 형태)
- 1994년 6월 - 合鍵(여벌열쇠)
- 1994년 11월 - ごめんな…(미안해...)
- 1995년 - 故郷へ(고향에)
- 1996년 - 冬の河(겨울의 강)
- 1997년 - 風の歌(바람의 노래)